# De Olifant (Fryzja)
De Olifant – wiatrak w miejscowości Burdaard, w gminie Ferwerderadeel, w prowincji Fryzja, w Holandii. Młyn został wzniesiony w 1867 r. Był restaurowany w latach 1978-79 oraz 1991. Wiatrak ma dwa piętra, przy czym powstał na jednopiętrowej bazie. Jego śmigła mają rozpiętość 23,90 m. Wiatrak służy głównie do pompowania wody za pomocą śruby Archimedesa.